# Új-írországi törpejégmadár
Az új-írországi törpejégmadár (Ceyx mulcatus) a madarak osztályának szalakótaalakúak (Coraciiformes) rendjébe és a jégmadárfélék (Alcedinidae) családjába tartozó faj.

## Rendszerezése
A fajt Lionel Walter Rothschild és Ernst Hartert írta le 1914-ben, Ceyx solitaria mulcata néven. Jelenlegi besorolása vitatott, egyes szervezetek szerint még mindig a melanéz törpejégmadár (Ceyx lepidus) alfaja Ceyx lepidus mulcatus néven.
Korábban ez a fajt is a melanéz törpejégmadár (Ceyx lepidus) 15 alfajának egyikeként sorolták be.  
Egy 2013-ban lezajlott molekuláris biológiai vizsgálatsorozat során kiderült, hogy a különböző szigeteken élő alfajok nagy mértékben különböznek egymástól genetikailag, így különálló fajokká minősítésük indokolt.

## Előfordulása
A Pápua Új-Guineához tartozó Bismarck-szigetek területén honos, ahol Új-Hannover, Új-Írország és a Lihir-szigetek területén endemikus faj. Természetes élőhelyei a szubtrópusi és trópusi síkvidéki esőerdők és cserjések, folyók és patakok környékén. Állandó, nem vonuló faj.

## Megjelenése
Testhossza 14 centiméter.

## Természetvédelmi helyzete
Az elterjedési területe kicsi, egyedszáma ismeretlen, de a jelenlegi információk nem adnak okot aggodalomra. A Természetvédelmi Világszövetség Vörös listáján nem fenyegetett fajként szerepel.